# 두삭동물
두삭동물(頭索動物, cephalochordate) 또는 두색동물은 척삭동물의 한 아문으로 일생동안 척삭을 가지고 있는 동물이다. 몸은 옆으로 납작하며 머리와 몸뚱이를 구별할 수 없다. 연골과 같은 튼튼한 척삭과 속이 비어있는 배신경삭이 머리에서 꼬리까지 뻗어 있으며, 그 둘레에 몸 분절과 같이 나뉜 근절이 늘어서 있다. 암수딴몸이며 유성생식을 한다.
두삭동물은 현대 해양에서 창고기로 대표되며 전세계적으로 온대 및 열대 해양에서 흔히 발견된다. 척삭이 있는 창고기는 헤엄칠 수 있고 해안 환경의 조수를 견딜수 있지만 이들 군집의 퇴적물 내에서 발견될 가능성이 가장 높다.
두삭동물은 머리에서 꼬리까지 몸의 길이를 연장하는 척삭을 포함하는 길쭉한 몸체를 가지고 있는 분절된 해양 동물이다. 길이는 불과 몇 센티미터에 불과하며 광물화된 골격이 없기 때문에 화석 기록에서 이들의 존재는 미미하다. 피카이아 화석이 포함된 브리티시컬럼비아의 버제스 셰일(Burgess Shale)과 역시 캄브리아기 시대로 거슬러 올라가는 윤나노준(Yunnanozoon) 화석과 같은 몇몇 화석이 발견되었다. 그러나 2012년 피카이아에 대한 재기술은 원시 척삭의 예상되는 특성과 다른 특성을 가지고 있음을 보여 주며 이것이 진정한 두삭동물이 아니라 가장 줄기에 가까운 척삭일 수 있음을 시사했다. 2022년의 연구에 따르면 윤나노준은 줄기 척추동물이고 두삭동물보다 더 발전된 것일 수 있다고 보고 있다.

두삭동물은 약 7억년에서 6억 5천만년 전에 척삭아문의 나머지 부분에서 갈라진 것으로 추정된다.

## 해부적 특징

### 먹이 섭취
플랑크톤을 먹기 위해 물이 입으로 흘러들어오게끔 되어있는 여과기 역할을 하고 있다. 물이 촉수가 나 있는 입으로 지나쳐오면서 수많은 인두열을 지나치게 되는데, 여기에서 내주가 분비하는 점액질에 잡아 둔 플랑크톤 먹이를 섬모로 옮겨 장으로 운반시킨다. 장 내에 도달한 먹이는 점액질에서 떨어져 간맹장으로 옮겨지며, 그곳에서 식세포작용 및 세포내 소화가 일어난다. 여과된 물은 총배설관을 지나 출수공으로 배출된다.

### 순환계 및 호흡계
폐쇄순환계는 복잡한 편으로, 심장이 없음에도 혈류의 움직임은 어류 등의 척추동물과 비슷하다. 혈액은 혈관 벽의 연동운동으로 인해 수축되어 배쪽의 대동맥으로 밀려나온 후, 인두궁의 아가미 동맥을 통해 위를 향해 쌍을 이루는 대동맥으로 다시 올라간다. 그곳에서 혈액은 모세혈관을 통해 전신으로 퍼지며, 정맥으로 퍼진 혈액을 다시 모아 배쪽 대동맥으로 돌아오는 순환 구조를 볼 수 있다. 적혈구와 헤모글로빈이 없어 산소를 운반하는 것이 아닌 영양소만을 운반하는 것으로 여겨진다. 인두에는 호흡에 특화된 아가미가 없고, 피부호흡을 이용한다.

### 신경계와 배신경삭
두삭동물도 척추동물처럼 비어있는 신경삭이 등을 따라 머리에서 항문까지 이어져 있는 모습이다. 근육은 신경삭을 중심으로 '근절'이라 불리는 근육이 마디 져서 배열되어 있다.
척추동물과 다른 부분은, 배신경삭이 뼈로 보호되는 것이 아닌 콜라겐 섬유로 촘촘히 채워진 세포들이 더 단순화된 원통 구조를 이루는 척삭으로 보호받는다는 것이다. 척추동물의 등뼈와 달리 두삭동물의 척삭은 머리까지 뻗어 있다. 여기에서 두삭동물의 학명이 기원하게 되었다.(Chephalachordata의 'Chordata'는 그리스어로 머리를 뜻한다. Gr. κεφαλή). 척삭의 미세 구조와 성체 성장의 세포 기반은 바하마창고기(학명: Asymmetron lucayanum)에게서 가장 잘 알아 볼 수 있다.
신경삭은 머리 부분이 다른 부위보다 약간 크기 때문에 실제 뇌는 아닌 것으로 보인다. 그러나 발달 유전자 발현과 투과전자현미경으로 관찰해보면 간뇌와 전뇌, 아마 중뇌 및 후뇌도 존재하는 것으로 보인다. 척추동물 비교와 관련된 근래의 연구에 따르면, 척추동물의 시상, 전뇌, 중뇌 부위가 두삭동물에게서 하나로 결합한 영역에 공동으로 대응하며, 이 영역을 '이중뇌 원시'(DiMes)라고 한다.

### 시각 체계
두삭동물은 네 종류의 광 감지기를 가지고 있는데, 요셉세포, 헤세기관, 비대칭성 전안 및 박막체, 이들 모두 광 수용체로 옵신을 사용한다. 이 모든 기관과 구조는 신경관에 위치한다.

## 섭식

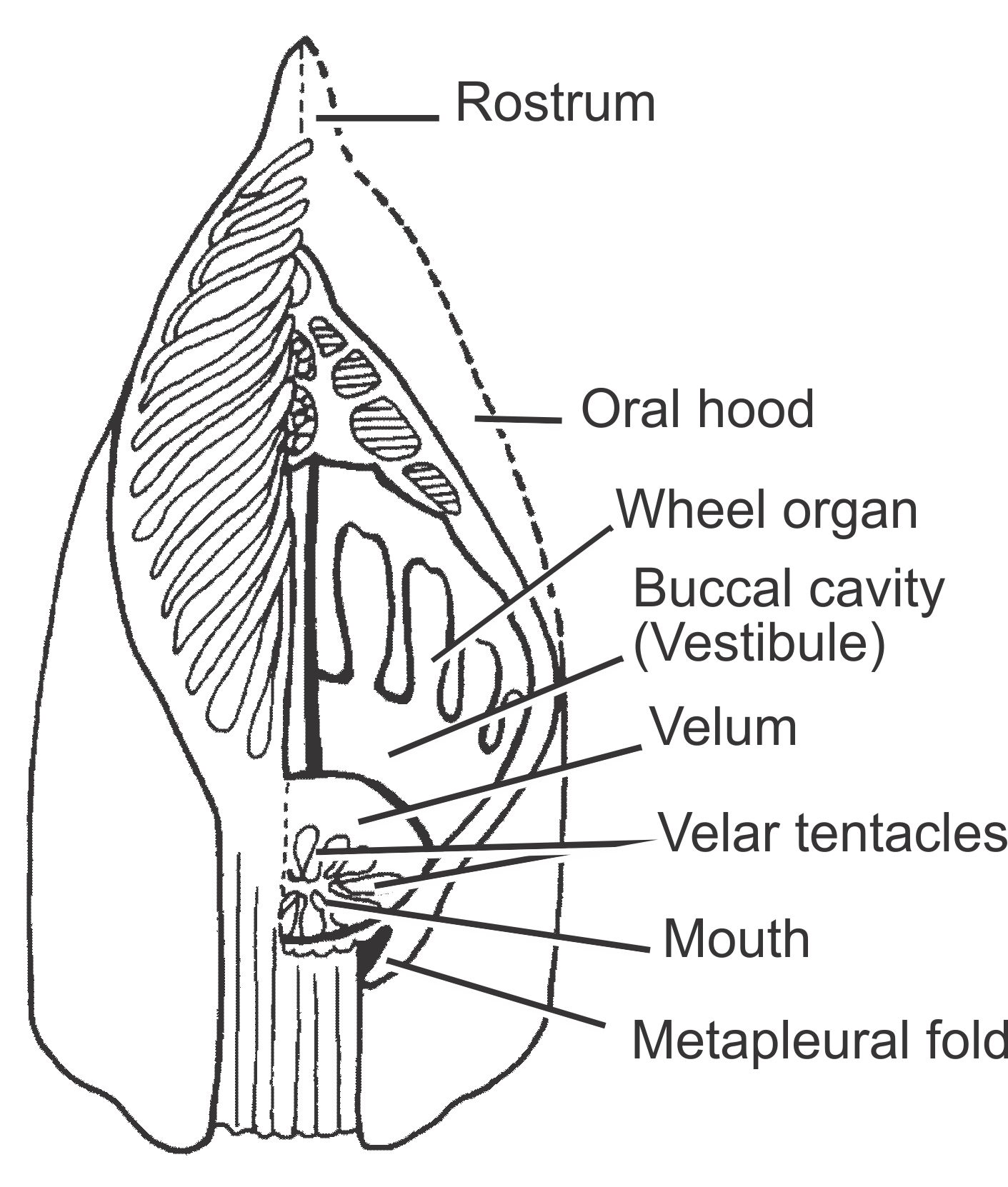
두삭동물의 섭식 구조

두삭동물은 들어오는 음식 입자의 입구 역할을 하는 구낭(oral hood)라고 불리는 필터 공급 시스템을 개발했다. 구낭의 자유로운 가장자리에는 작은 필라멘트 모양의 돌출부인 협극모가 포함되어 있어 더 큰 음식 입자가 협강에 들어가기 전에 걸러내는 데 도움이 된다. 이러한 돌기는 구낭 벽 내부의 상피 섬모 내벽을 자극하여 음식 입자를 입으로 가져오는 화학수용체입니다. 여러 섬모의 조화로운 움직임은 바퀴의 회전 운동과 유사한 회전 운동을 통해 음식 섭취를 용이하게 하여 섬모를 "바퀴 기관(wheel organ)"이라고도 부른다.
이렇게 구낭에 위치한 섬모관 중 하나는 하체크의 구덩이(Hatschek's pit)라는 섬모강을 형성하는데, 이 섬모강은 협측으로 점액을 분비하여 음식물 입자를 포집함으로써 음식물을 모으는 데 도움을 준다. 협측 간경 뒤에는 연구개가 있어 음식물이 인두로 들어오기 전에 내부 필터 역할을 한다. 음식물 입자는 인두 막대의 분비된 점액에 부착된 후 인두 등쪽에 있는 상엽 홈으로 이동한다. 그런 다음 음식 입자는 장으로 운반되고, 과량의 물은 인두 틈새(pharyngeal slits)를 통해 인두 밖으로 뿜어져 나온다. 과량의 물은 심방의 단일 심방공극을 사용하여 신체에서 배설된다.

## 분포
두삭동물는 일반적으로 열대 및 온대 얕은 바다에 분포한다. 두삭동물는 호기성 조건을 선호한다고 오랫동안 여겨왔지만, 혐기성 및 황화물이 풍부한 해저에서 새로운 두삭동물(Asymmetron inferum)가 발견되었다.